# Derék-patak
A Derék-patak a Börzsönyben, Borsosberény településtől nyugatra ered, Nógrád vármegyében, mintegy 470 méteres tengerszint feletti magasságban. A patak forrásától kezdve keleti, majd északi irányban halad, majd Ipolyvece keleti részénél éri el az Ipolyt.

## Part menti települések
- Borsosberény
- Pusztaberki
- Érsekvadkert
- Horpács
- Patak
- Dejtár
- Ipolyvece

## Mellékvizei
- Nagyoroszi-patak
- Száraz-patak

## Fontosabb keresztező műtárgyai
- A 2-es főút hídja Borsosberény központjának keleti részén;
- a 22 102-es számú mellékút hídja Pusztaberki lakott területének déli szélén;
- a Derékpataki-víztározó völgyzáró gátja Érsekvadkert, Horpács és Patak hármashatára közelében (de ténylegesen csak a két előbbi település határvonalán);
- a 2201-es út hídja Patak központjában;
- a 22 101-es számú mellékút hídja Patak északi külterületei között;
- a Vác–Balassagyarmat-vasútvonal hídja az előbbitől kevéssel északabbra, Patak és Ipolyvece határvonala közelében;
- a kerékpáros-gyalogos „Lengőhíd” Ipolyvecén és
- még egy helyi jelentőségű híd ugyanott, a torkolatától nem messze.